# 蔣軍
蔣軍，字面上意思即是蔣中正的軍隊，一般指國民政府時期蔣中正嫡系部隊（通常稱：中央軍），通常指代抗日戰爭及國共內戰時的國民革命軍，及行憲以後的中華民國國軍。兩岸分治直至1975年蒋中正逝世期间，這一稱爲被廣泛使用。。
蔣軍多為中國共產黨（中华人民共和国）方面所使用的稱呼，類似稱呼尚有蔣匪、蔣匪軍、蔣幫、蔣介石集團、國民黨軍等名稱。蔣軍与國民黨軍兩者互為通用。值得注意的是，与蔣匪軍相比，中华人民共和国方面使用国民党军、蒋军时，则没有辱骂的含义。蔣軍名稱之形成于國共分裂後，经历白色恐怖后的中國共產黨和中国民主同盟認為當時的政府軍乃是蔣的独裁部隊，不能代表中國人民，職是之故。八路軍在第二次国共内战時，則改稱為中國人民解放軍（原軍隊番號為國民革命軍第十八集團軍）。
蔣軍一詞幾乎僅流傳在中華人民共和國出版品中，中華民國政府不管在上述所列的時期以至今日幾不曾以蔣軍一詞稱呼中華民國國軍，不過中華民國部分民間團體和人士在描述二二八事件的作品中，也有使用蔣軍一詞來稱呼中華民國國軍的前例。